# Alexisonfire

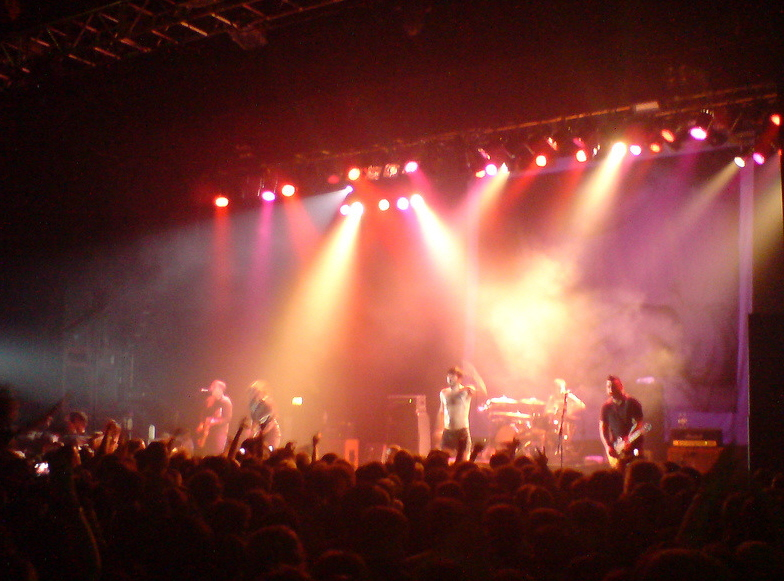
Alexisonfire na koncercie

Alexisonfire – kanadyjski zespół posthardcore'owy z St. Catherines w Ontario. Powstali w 2001 roku w konsekwencji rozpadu trzech innych zespołów. Cechami charakterystycznymi ich muzyki są melodyjne i dynamiczne gitarowe riffy oraz trzy różne wokale. Nazwa zespołu wywodzi się od Alexis Fire, amerykańskiej striptizerki i aktorki porno. W wyniku nieporozumień co do strony internetowej, ostatecznie powstała nazwa Alexisonfire.
Alexisonfire są zdobywcami wielu kanadyjskich nagród muzycznych, m.in. Album roku 2006 dla Crisis.

## Koniec Alexisonfire
7 sierpnia 2011 roku zespół Alexisonfire zakończył swą działalność. Po tym jak szeregi formacji opuściło dwóch muzyków, Alexisonfire postanowiło zakończyć działalność. Najpierw odeszli gitarzyści Dallas Green oraz Wade MacNeil, a następnie frontman ogłosił rozpad zespołu.

## Skład
- George Pettit – wokal
- Dallas Green – gitara, wokal
- Wade MacNeil – gitara, wokal
- Chris Steele – gitara basowa
- Jordan Hastings – perkusja

## Dyskografia

### LP
- 2002 - Alexisonfire
- 2004 - Watch Out!
- 2006 - Crisis
- 2009 - Old Crows/Young Cardinals

### EP
- 2002 - Math Sheet Demos
- 2002 - Pink Heart Skull Sampler
- 2004 - Brown Heart Skull Sampler
- 2005 - The Switcheroo Series: Alexisonfire vs. Moneen
- 2010 - Dog's Blood